# Стара Собутка
Стара Собутка (пол. Stara Sobótka) — село в Польщі, у гміні Ґрабув Ленчицького повіту Лодзинського воєводства.
Населення — 261 особа (2011).
У 1975-1998 роках село належало до Конінського воєводства.

## Демографія
Демографічна структура станом на 31 березня 2011 року:
|          | Загалом | Допрацездатний вік | Працездатний вік | Постпрацездатний вік |
| -------- | ------- | ------------------ | ---------------- | -------------------- |
| Чоловіки | 133     | 24                 | 90               | 19                   |
| Жінки    | 128     | 16                 | 79               | 33                   |
| Разом    | 261     | 40                 | 169              | 52                   |